# 12 Ceti
12 Ceti är en orange jätte i stjärnbilden Valfisken.
12 Ceti har visuell magnitud +5,72 och synlig för blotta ögat vid god seeing. Den befinner sig på ett avstånd av ungefär 570 ljusår.